# Libro de Buen Amor

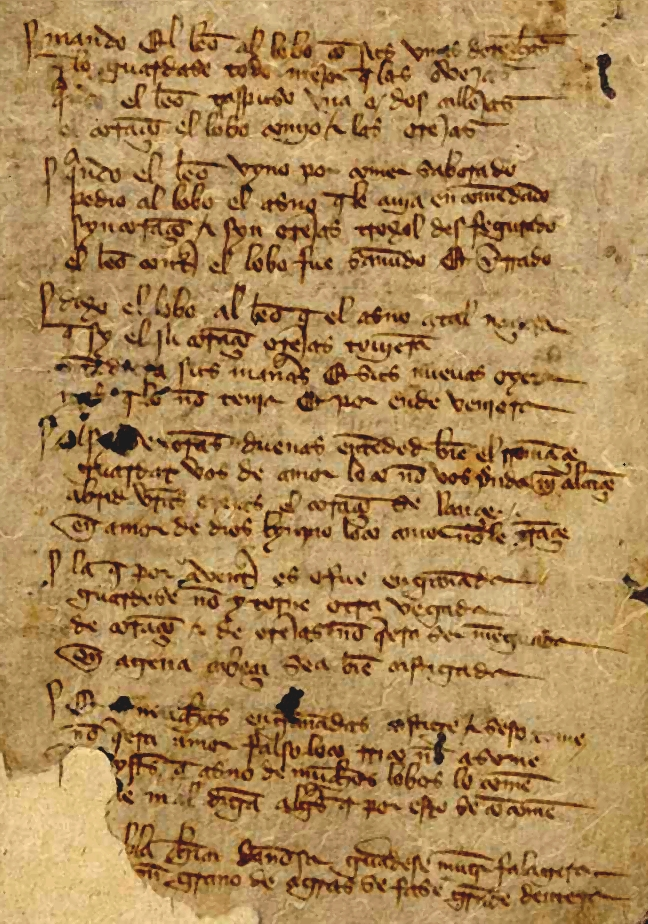
Quinta pagina del manoscritto T dell'opera.

Il Libro de Buen Amor è un'opera del poeta spagnolo Juan Ruiz, arciprete di Hita; composto, Libro de Buen Amor, nel 1330 e revisionato nel 1343, è formato per la maggior parte da quartine di alessandrini, ma sono presenti anche versi di arte minore. Il titolo fu proposto per la prima volta dal filologo ispanista Ramón Menéndez Pidal.

## Tematiche
Il concetto fondamentale dell'opera è che tutti gli uomini sono portati ad agire in conseguenza dell'amore e della sua forza; l'autore porta anche esempi tratti dalla sua stessa vita, sulla cui veridicità non si è del tutto certi: il libro rimane l'unica opera conosciuta dell'autore, e le fonti biografiche su di lui derivano quasi solamente da quest'opera.
Lo stesso concetto di amore è stato messo in discussione — è trattato sempre ambiguamente, fra il carnale e lo spirituale, ed è ben presente il tema tipicamente ispanico della barraganía, vale a dire il concubinato di parroci e preti —, tanto che a seconda della parte analizzata potrebbe identificarsi come amor cortese oppure come l'amore fra uomo e Dio.
Nel testo che fa da cornice, viene inserita una battaglia tra don Carnal Carnevale e donna Quaresima, in cui Pasqua trionfa su don Carnal insieme ad Amore. Le avventure amorose del poeta ricominciano, sebbene senza successo, per essere interrotte continuamente da parentesi didattiche, apologhi, favole, poesie liriche.

## Manoscritti
Del libro si sono tramandati tre manoscritti, uno dei quali contiene solo un terzo dell'opera. Il filologo Ramón Menéndez Pidal si occupò dello studio dei tre codici (siglati G, T e S): se i primi due risultano incompleti (in particolare T), pare integro il terzo, che reca anche la firma dell'amanuense, tale Alfonso de Paradinas, che ne redasse copia nel 1415. Il prologo in prosa è conservato solo nel codice S, che corrisponderebbe alla versione del 1343.
La stesura dell'opera è discontinua e poco organica e vi si riconoscono brani aggiunti in seguito alla sua strutturazione; le uniche parti che presentano struttura organizzata sono l'Apollonio e l'Alexandre, mentre per il resto si pensa che lo scrittore tenda a identificare il principio di organizzazione della sua opera sul piano dell'esperienza e della coscienza del vivere. L'intervento didascalico è necessario, dunque, per ricordare il bene a chi invece è trascinato dal loco amor (folle amor).